# Ed's Diner
Ed's Diner är det svenska skatepunkbandet Stoneds andra studioalbum, utgivet 1997.

## Låtlista
1. "Dinner at Ed's" - 2:24
2. "King of the Air" - 2:07
3. "Shopping Around" - 2:25
4. "Nothing" - 1:55
5. "This One's for Chuck" - 2:36
6. "Fried Eggs" - 1:18
7. "Anti-Static" - 2:25
8. "Peacful Palace" - 2:43
9. "Supermarket Girlfriend" - 2:32
10. "Magic Plan" - 2:44
11. "Homecoming Queen" - 3:27
12. "The Only One" - 3:20

### Fotnoter
1. ↑  ”Stoned”. Skatepunkers Wikia. http://skatepunkers.wikia.com/wiki/Ed%27s_Diner%28Album%29. Läst 4 april 2012.